# شويتشي غوندا
شويتشي غوندا (مواليد 3 مارس 1989 في سيتاغايا، طوكيو - اليابان) لاعب كرة قدم ياباني يلعب حاليا لصالح نادي الدرجة الأولى في الدوري الياباني، نادي إف سي طوكيو الياباني منذ 2007 في مركز حراسة المرمى.

## روابط خارجية
- شويتشي غوندا على موقع الاتحاد الدولي (مؤرشف)  (الإنجليزية)
- شويتشي غوندا على موقع رابطة كرة القدم اليابانية للمحترفين (اليابانية)
- شويتشي غوندا على موقع إي إس بي إن إف سي (الإنجليزية)
- شويتشي غوندا على موقع قاعدة بيانات كرة القدم.إي يو (الإنجليزية)
- شويتشي غوندا على موقع ليكيب (الفرنسية)
- شويتشي غوندا على موقع ناشيونال فوتبول تيمز (الإنجليزية)
- شويتشي غوندا على موقع Soccerbase.com (لاعب) (الإنجليزية)
- شويتشي غوندا على موقع Soccerway.com (الإنجليزية)
- شويتشي غوندا على موقع عالم كرة القدم.نت (الإنجليزية)
- شويتشي غوندا على موقع أوليمبيديا (الإنجليزية)